# Сагрон Мис
Сагрон Мис (итал. Sagron Mis) је насеље у Италији у округу Тренто, региону Трентино-Јужни Тирол.
Према процени из 2011. у насељу је живело 207 становника. Насеље се налази на надморској висини од 1062 м.

## Становништво
Према резултатима пописа становништва 2011. у општини је живело 183 становника.
| 1931. | 1936. | 1951. | 1961. | 1971. | 1981. | 1991. | 2001. | 2011. |
| ----- | ----- | ----- | ----- | ----- | ----- | ----- | ----- | ----- |
| 452   | 433   | 393   | 374   | 302   | 245   | 220   | 207   | 183   |